# Bazacle
Le Bazacle, ou chaussée du Bazacle, est un site géologique, historique et touristique situé sur la Garonne à Toulouse.

## Le site du Bazacle
Le Bazacle était l'un des hauts fonds de marne dure qui permettaient le passage de la Garonne à l'emplacement de Toulouse, où le lit du fleuve était, dans l'Antiquité, naturellement large d'une centaine de mètres et constitué de nombreux bras,.
Il se trouve au point de ralentissement du courant, après le changement de direction du fleuve.

## Histoire
De tout temps, les hommes semblent avoir traversé la Garonne par le Bazacle, un seuil naturel utilisable comme gué. Le terme vient d'ailleurs du latin vadaculum et veut dire petit gué. La faible hauteur des eaux en fit un des points de passages majeurs de la Garonne, au moins de l'époque romaine jusqu'au Moyen Âge (et en période de basses eaux). Un port existait au Bazacle, à l'époque romaine.

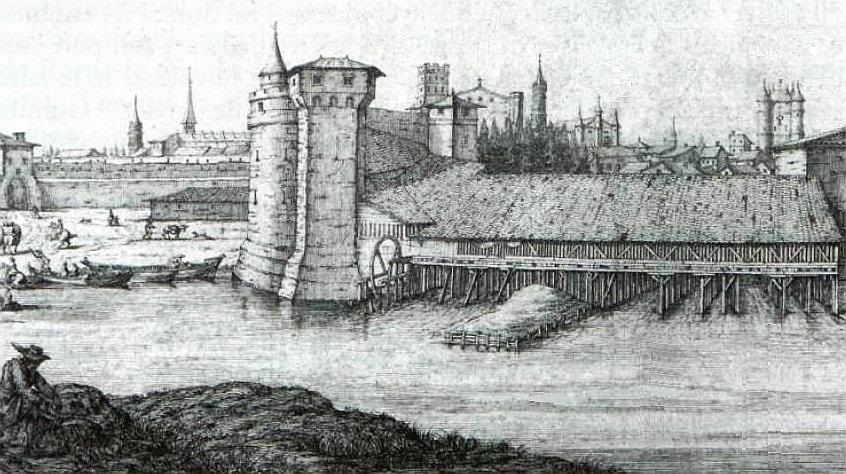
Les moulins du Bazacle, en 1642.

En 1190, avec autorisation du comte Raymond V de Toulouse, un seuil appelé aussi chaussée du Bazacle fut construit.  Des éléments lapidaires provenant d'édifices antiques toulousains furent réemployés pour la bâtir, parmi lesquels le Relief des Amazones. 
De nouveaux moulins s'y établirent, le financement de ce complexe ainsi que les frais d'entretien et de fonctionnement fut assuré par une association de seigneurs.
Les bénéfices étaient répartis entre actionnaires suivant le nombre de parts en leur possession, petit à petit ces parts s’échangeaient entre seigneurs sur le marché de Toulouse, leurs cours variaient en fonction du rendement des moulins ; les premiers moulins flottants s’y installent dès le XIIe siècle. Ils seront près de 60 au fil de l’eau remplacés ensuite par des moulins « terriens ». Aux moulins céréaliers s’ajoutent bientôt des moulins pasteliers, des tanneries, des moulins à papier (l’Université n’est pas loin…) et même à poudre, puis des huileries, des amidonneries et des fabriques d’outillage, sans oublier la manufacture de tabacs : c’est alors la première zone industrielle de Toulouse.
La Société des moulins de Bazacle ainsi formée devient la plus ancienne société par actions au monde.
Du Moyen Âge au XIXe siècle, les moulins du Bazacle (et ceux du château) alimentent en farine la ville et exportent. Mais la rentabilité décroît à la fin du XIXe siècle.
À partir de 1888-1889, les actionnaires des moulins du Bazacle reconvertissent le lieu en centrale hydro-électrique. En 1888, la Société toulousaine d’électricité transforma le moulin en usine hydroélectrique afin de fournir de l’énergie pour l’éclairage public du centre de Toulouse.
Au XXe siècle l’usine produit de l’électricité grâce aux machines installées en 1919 et 1933, et EDF devient propriétaire de la centrale en 1946.

À la fin des années 1980 le bâtiment historique accueille des expositions artistiques et culturelles. Une
nouvelle passe à poissons facilite désormais la tâche aux saumons, truites de mer, aloses, lamproies et autres brochets en
route vers l’amont. Dans les caves, derrière une vitre située sous le niveau de l’eau, le spectacle est appréciable pour qui sait attendre.

Epée en bronze du IIe siècle trouvée au Bazacle
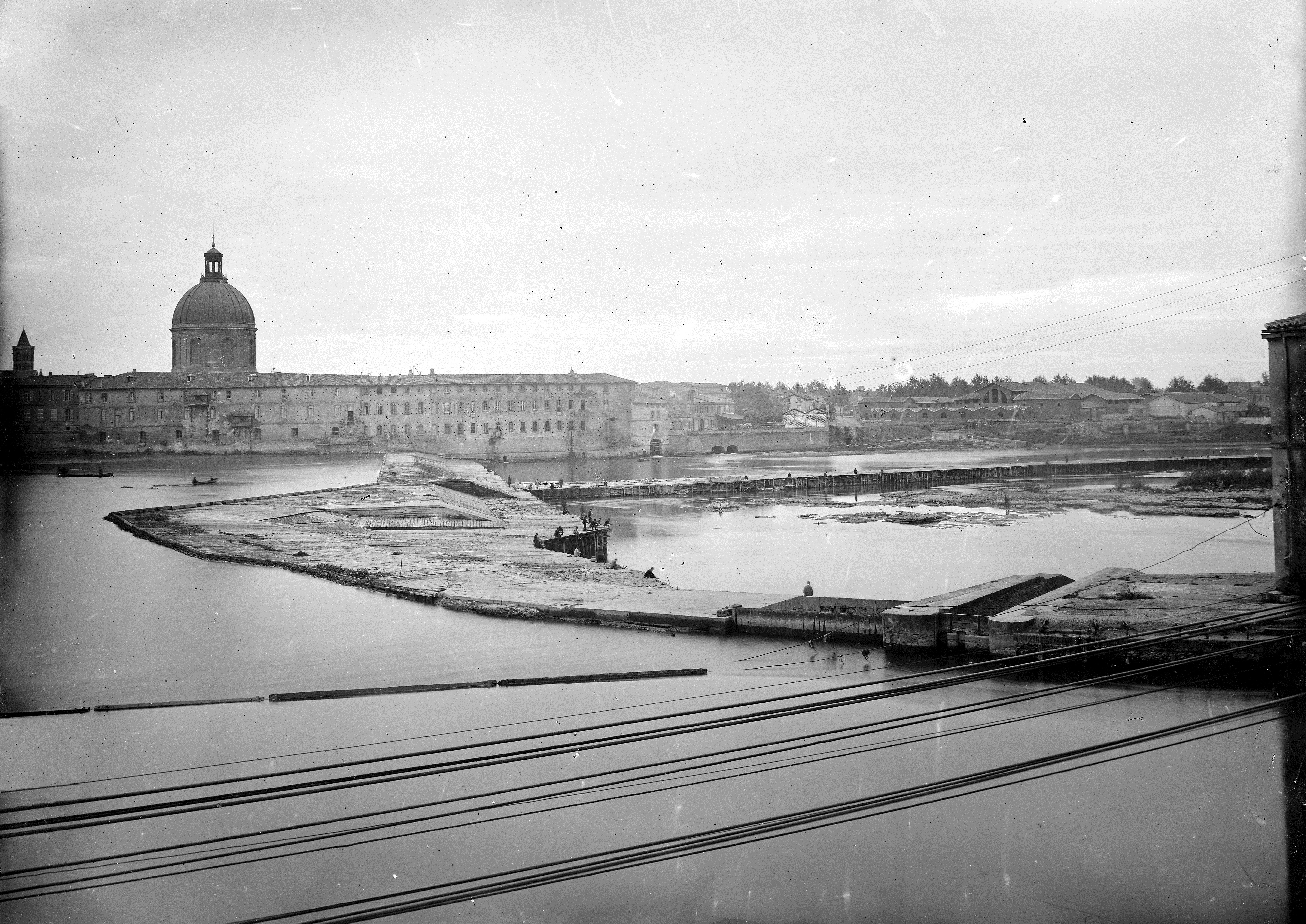
Chaussée du Bazacle, Eugène Trutat (Muséum de Toulouse)
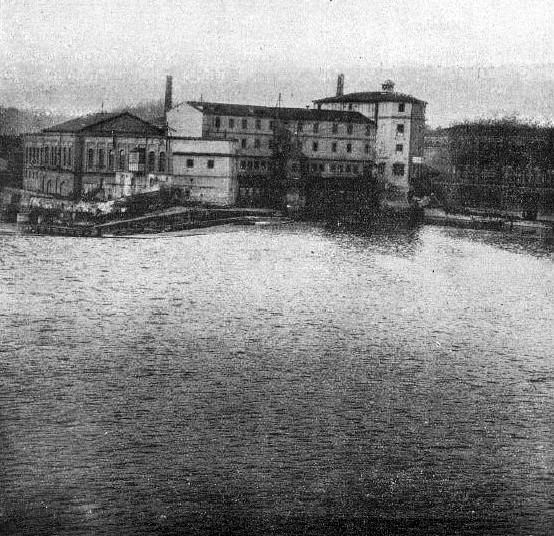
L'usine hydroélectrique du Bazacle...
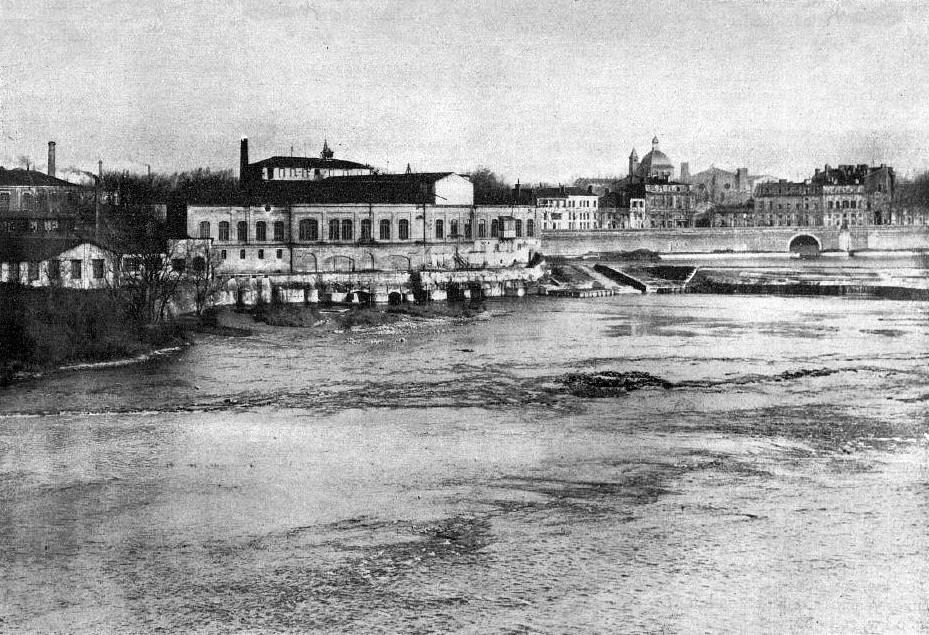
...en 1923 (Société Toulousaine du Bazacle).

### Actuellement
De nos jours le Bazacle, entièrement rénové en 2009 et 2010, abrite toujours une centrale hydroélectrique en activité dans une partie des bâtiments. L'Espace Bazacle est dédié aux énergies renouvelables, aux enjeux liés à l’eau, au fleuve Garonne et à son milieu, à sa faune et à sa flore.
L'autre partie est ouverte au public et se visite, dans la visite l'on voit aussi la passe à poissons. Le Bazacle abrite aussi des expositions temporaires tout au long de l'année selon les programmes.
Dans le cadre du déménagement de l'Institut d'études politiques de Toulouse sur les sites de la Manufacture des Tabacs et des anciens bâtiments EDF du Bazacle, il est prévu une reconstruction de certains bâtiments.

Panorama du Bazacle depuis le musée des Abattoirs.